# Rosenholm Trinbræt
Rosenholm Trinbræt (Rosenholm holdeplass eller Rosenholm stasjon) er et norsk trinbræt på Østfoldbanen i Søndre Nordstrand i det sydlige Holmlia i Oslo, lige nord for grænsen til Oppegård. Trinbrættet, der ligger 11,35 km fra Oslo S, åbnede i 1988 og betjenes af Vys llinje L2 mellem Ski og Stabekk.